# Referèndum estatutari a Catalunya de 1931
El referèndum per l'aprovació de l'Estatut de Núria se celebrà a Catalunya el 2 d'agost de 1931. Hi participà aproximadament un 75% del cens, format per homes adults de més de 25 anys (sufragi masculí adult), i el resultat fou afirmatiu en un 99%. Les dones, que no podien votar segons la llei, reuniren unes 400.000 signatures d'adhesió a l'Estatut de Núria.
Posteriorment a la redacció de l'avantprojecte, aquest fou aprovat successivament per la diputació provisional, per la Generalitat i per la població del Principat. La consulta es portà a terme en dues fases, el 26 de juliol el text de Núria va ser aprovat per 1.063 municipis catalans (un 98% del total); i el 2 d'agost de 1931, el poble català es pronunciava a favor de l'Estatut amb un 75% de participació, i 595205 vots a favor (un 99% del cens) per només 3286 en contra.